# Bujumbura Mairie
Bujumbura Mairie ist eine von 18 Provinzen des zentralafrikanischen Staates Burundi. Die Provinz liegt im Westen des Landes am Tanganjikasee und hat etwa 1.000.000 Einwohner. Ihre Ausdehnung ist identisch mit dem Gebiet von Bujumbura, der größten Stadt Burundis. Sie ist vollständig von der Provinz Bujumbura Rural umgeben.